# 994 Otthild
994 Otthild eller 1923 NL är en asteroid i huvudbältet, som upptäcktes den 18 mars 1923 av den tyske astronomen Karl Wilhelm Reinmuth i Heidelberg.
Asteroiden har en diameter på ungefär 20 kilometer.